# إلدون جرير
إلدون جرير هو شاعر كندي، ولد في 13 أبريل 1917 في لندن في المملكة المتحدة، وتوفي في 1 يوليو 2001 في فانكوفر في كندا.